# Saint-Gratien (Dolina Oise)
Saint-Gratien – miejscowość i gmina we Francji, w regionie Île-de-France, w departamencie Dolina Oise.
Według danych na rok 1990, gminę zamieszkiwało 19 338 osób, a gęstość zaludnienia wynosiła 7991 osób/km² (wśród 1287 gmin regionu Île-de-France Saint-Gratien plasuje się na 150. miejscu pod względem liczby ludności, natomiast pod względem powierzchni na miejscu 847.).